# 西園寺実衡
西園寺 実衡（さいおんじ さねひら）は、鎌倉時代後期の公卿。左大臣・西園寺公衡の子。官位は正二位・内大臣。西園寺内大臣、又は今出河と号す。

## 経歴
以下、『公卿補任』と『尊卑分脈』の内容に従って記述する。
- 正応2年（1289年）1月6日、叙爵[2]。
- 正応5年（1292年）8月14日、従五位上に昇叙。
- 永仁2年（1294年）1月6日、正五位下に昇叙[3]。
- 永仁3年（1295年）3月4日、侍従に任ぜられる。
- 永仁4年（1296年）1月5日、従四位下に昇叙[2]。
- 永仁5年（1297年）3月20日、右中将に任ぜられる。同年閏10月10月3日、従四位上に昇叙[4]。
- 永仁6年（1298年）7月20日、新帝後伏見天皇に昇殿を許される。同年9月25日、左中将に転任。同年10月10日、正四位下に昇叙[5]。
- 正安3年（1301年）1月21日、殿上に昇殿。同年8月24日、春宮のもとに昇殿を許される。
- 嘉元2年（1304年）1月7日、従三位に叙される[6]。左中将は元の如し。
- 徳治元年（1306年）3月30日、美濃権守を兼ねる。
- 延慶2年（1309年）2月19日、権中納言に任ぜられる。同年3月6日、帯剣を許される。6月12日、正三位に昇叙。9月1日、左衛門督を兼ね、検非違使別当に補される。11月23日、従二位に昇叙。同月30日には検非違使別当を止める。
- 延慶3年（1310年）9月4日、左衛門督を止める。
- 応長元年（1311年）6月9日、正二位に昇叙。
- 正和4年（1315年）3月13日、中納言に転正。9月25日、父・公衡の喪に服す。11月25日、復任。
- 正和5年（1316年）9月12日、権大納言に任ぜられる。
- 元応元年（1319年）8月7日、中宮大夫を兼ねる。
- 元亨2年（1322年）8月11日、大納言に転正。同年9月10日、祖父・実兼の喪に服す。
- 元亨3年（1323年）1月13日、右近衛大将を兼ねる。
- 正中元年（1324年）4月27日、内大臣に任ぜられる。
- 正中3年（1326年）10月、上表して内大臣を辞し、11月18日に薨去。

## 関東申次
西園寺家当主の世襲となっていた関東申次の職は、正和4年（1315年）の父公衡の没後に祖父実兼が復任した。しかし実兼が元亨2年（1322年）に没する及び、これに代わって就任した。

## 実衡邸での神楽
『花園天皇宸記』によると、元亨3年（1323年）12月21日に後伏見院と花園院が実衡邸に行幸して神楽が行われた。この時すでに父公衡と祖父実兼は薨去しており、実衡は西園寺家当主の立場にあった。しかし、『圖書寮叢刊 伏見宮楽書集成一』や『文机談』に実衡の名は見えず、琵琶秘曲伝授は叔父の公顕や兼季が祖父実兼の跡を継いで担っていく。

## 『徒然草』での実衡
実衡は『徒然草』第152段に登場するが、この段は何とも皮肉めいた内容である。年老いた上人の様子をありがたがる実衡の態度はいかにも人を外見から判断していて、ただ単に年をとっているだけだと日野資朝は言う。後日、資朝は年老いた犬を連れて実衡邸を訪れ、ありがたい犬ですよと述べる。

## 系譜
- 父：西園寺公衡
- 母：中御門経子 ‐ 中御門経任娘
- 妻：昭訓門院春日 - 二条為世娘
  - 長男：西園寺公宗（1309-1335）
- 妻：家女房
  - 次男：西園寺公重（1317-1367）
- 生母不明の子女
  - 女子：今御方 - 光厳天皇後宮
  - 女子：大炊御門冬信室